# Runtuna IK
Runtuna IK är en fotbollsklubb som bildades 9 januari 1943 i Runtuna socken, Södermanland. Klubbens hemmaplan är Runavallen i Runtuna, som invigdes 1957.
Runtuna IK hade ett herrlag som under 2000-talet spelade i division 4. Klubben spelade i Svenska cupen 2007, där de besegrade division 2-klubben Vallentuna BK i första omgången men sedan blev utslagna av Superettan-klubben IFK Norrköping i andra omgången. Runtuna IK hade även ett andralag, Runtuna IK-Löthen, i division 6.
Säsongen 2020 blev Runtuna IK nedflyttade till division 5, där det blev spel i tre säsonger. Inför säsongen 2024 lades A-laget ner på grund av spelarbrist men klubben har fortsatt ungdomsverksamhet.